# Catherine Beauchemin
Catherine Beauchemin (* 31. August 1998) ist eine kanadische Hindernisläuferin.

## Sportliche Laufbahn
Erste internationale Erfahrungen sammelte Catherine Beauchemin 2015 bei den Jugendweltmeisterschaften in Cali, bei denen sie im 2000-Meter-Hindernislauf bis in das Finale gelangte, dort aber nicht mehr an den Start ging. Im Jahr darauf schied sie bei den U20-Weltmeisterschaften in Bydgoszcz mit 11:24,11 min in der ersten Runde aus und bei den Crosslauf-Weltmeisterschaften 2017 in Kampala wurde sie in der U20-Wertung nach 22:23 min 62. 2019 belegte sie bei der Sommer-Universiade in Neapel in 10:02,92 min den sechsten Platz.

## Persönliche Bestleistungen
- 3000 m Hindernis: 9:57,82 min, 22. Juli 2018 in Québec